# Бегела
Бегела (груз. ბეღელა) — в грузинській міфології — один з девів.
У горців Східної Грузії Бегела вважався царем девів. За іншими даними, він був один з богатирів при дворі царя девів і був убитий героєм Іахсарі або Копалою.
У деяких переказах Бегелою звали жінку з девів, яка представлялася красунею з довгим волоссям, сімома хвилями спадаючими на землю.